# Backplane

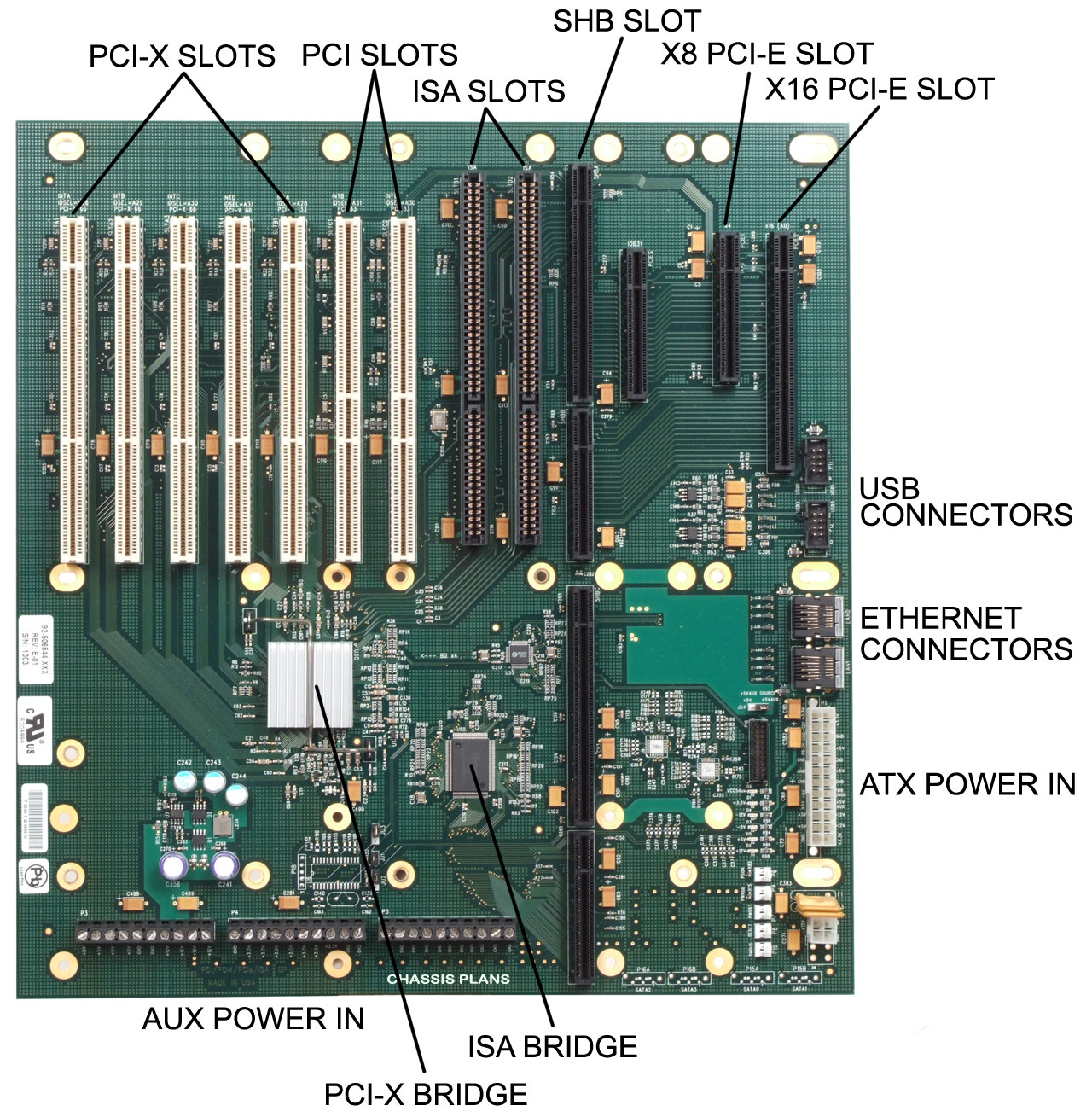
Belangrijkste onderdelen van een PICMG 1.3 actieve backplane.

Een backplane is een groep elektrische connectoren die parallel aan elkaar geschakeld zijn, zodat elke pin van elke connector gekoppeld is aan dezelfde overeenkomstige pin van alle andere connectoren, waardoor een computerbus gevormd wordt. Een backplane wordt gebruikt om meerdere printplaten met elkaar te verbinden om een compleet computersysteem te vormen. Een backplane is zelf doorgaans een printplaat, maar draadgewikkelde backplanes zijn in het verleden ook gebruikt in minicomputers en toepassingen met een hoge betrouwbaarheid.
Een backplane onderscheidt zich over het algemeen van een moederbord door het ontbreken van een CPU en geheugen. Een backplane gebruikt insteekkaarten met CPU-rekenkracht en geheugen.

## Gebruik
Vroege microcomputers zoals de Altair 8800 gebruikten een backplane voor de processor en uitbreidingskaarten.

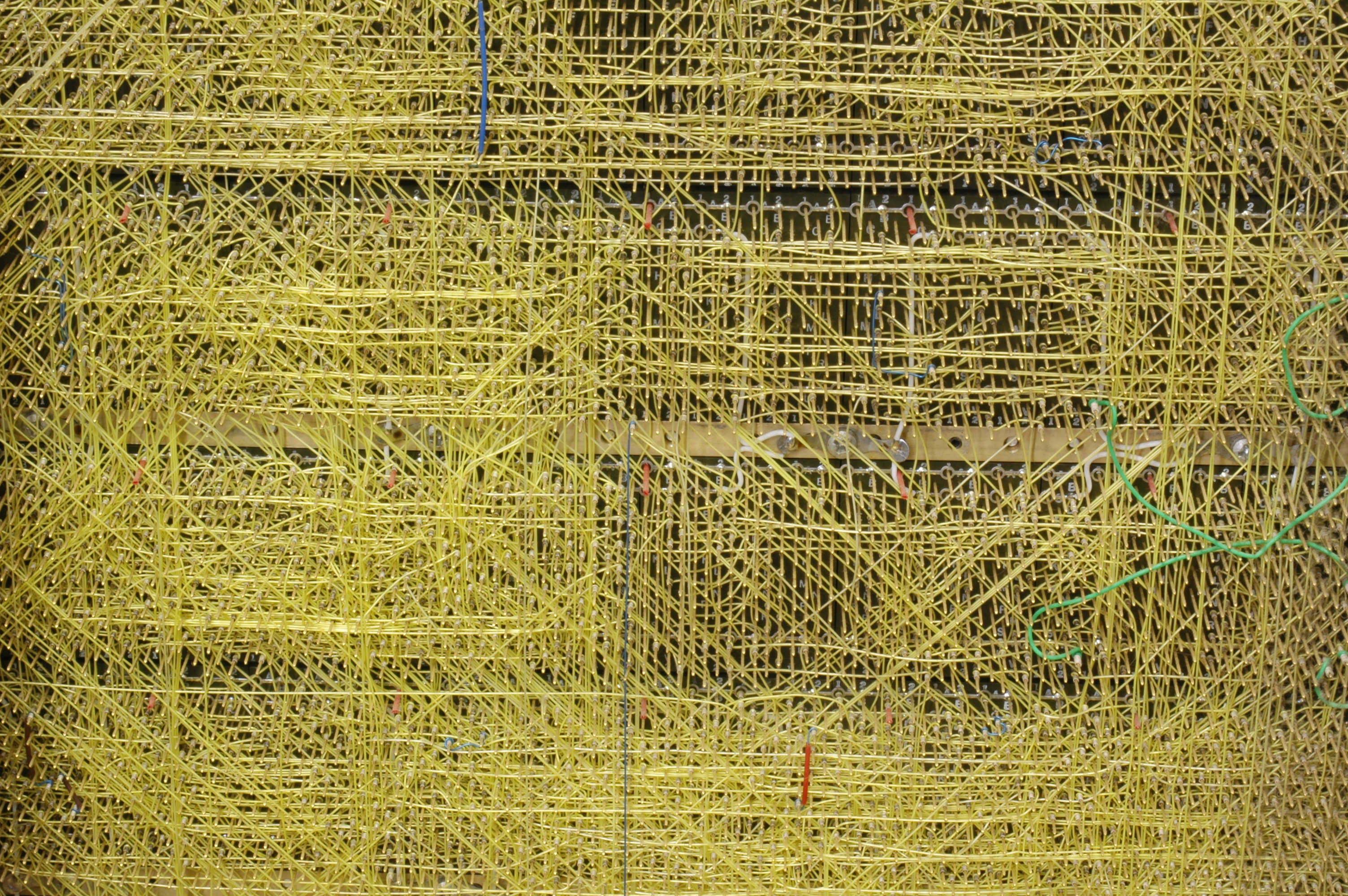
Bekabelde backplane van een PDP-8 minicomputer uit de jaren 60.

Het grote voordeel van backplanes ten opzichte van kabels is hun grotere betrouwbaarheid. In een bekabeld systeem moeten de kabels worden gebogen telkens wanneer een printplaat toegevoegd of verwijderd wordt uit het systeem. Dit buigen veroorzaakt uiteindelijk mechanische storingen. Een backplane heeft geen last van dit probleem, dus de levensduur ervan wordt alleen beperkt door de levensduur van de connectoren.
Daarnaast zijn er busuitbreidingskabels die een computerbus uitbreiden naar een externe backplane, meestal in een eigen behuizing, om meer of andere slots te bieden dan waarover de computer beschikt. Dergelijke uitbreidingen bestaan uit een zenderkaart in de computer, een uitbreidingskaart in de externe backplane en een kabel tussen beide.

## Actieve versus passieve backplanes

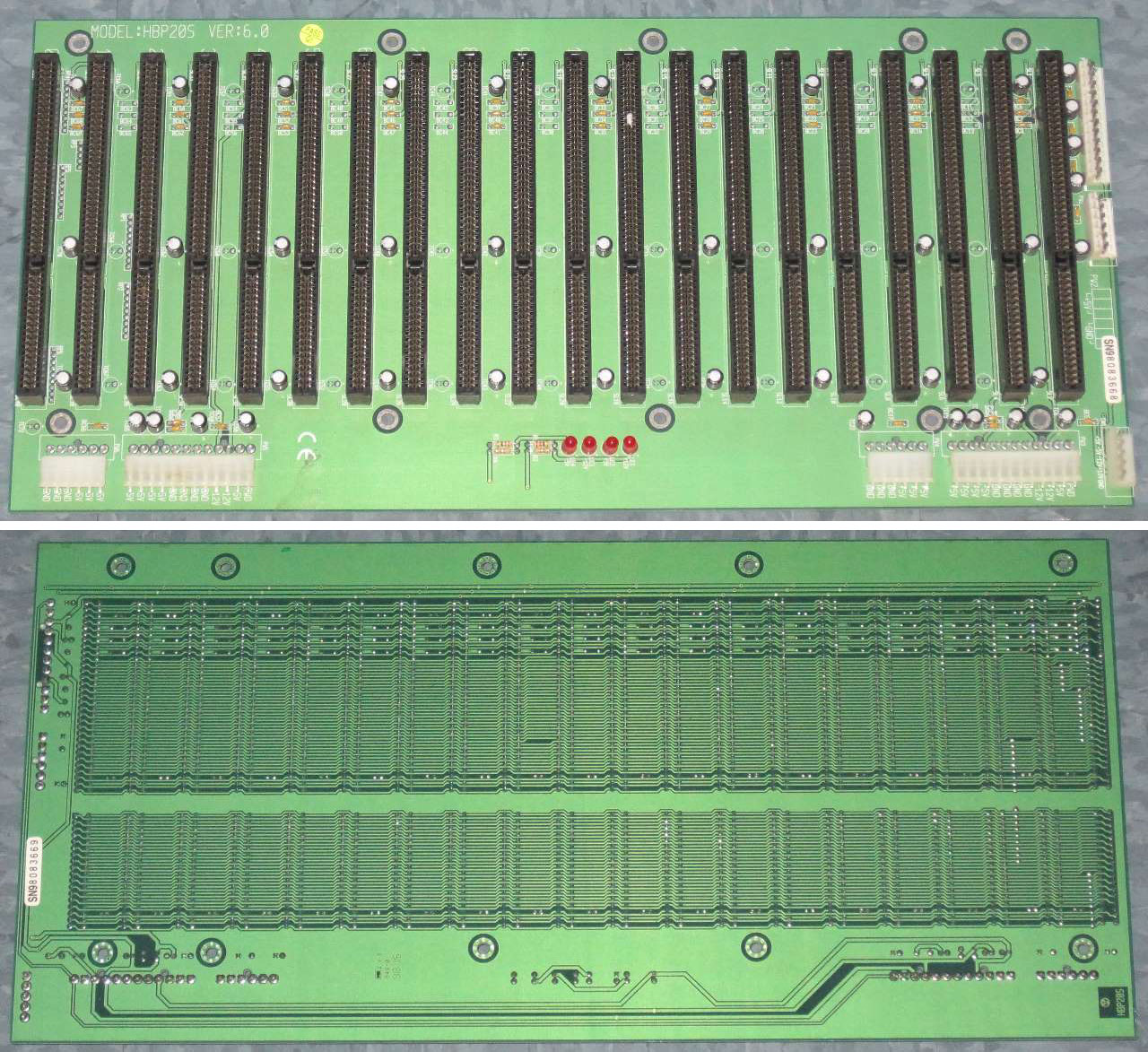
Een ISA passieve backplane met 20 slots.

Backplanes zijn complexer geworden dan het eenvoudige ISA-ontwerp uit de originele IBM PC of het S-100-ontwerp uit de Altair 8800, waarbij alle connectoren waren aangesloten op een gemeenschappelijke bus. Vanwege beperkingen die inherent zijn aan de PCI-specificatie voor het aansturen van slots, worden backplanes nu aangeboden als passief en actief.
Echte passieve backplanes bieden geen actieve bus-aansturingscircuits. Elke gewenste arbitragelogica wordt op de dochterkaarten geplaatst. Actieve backplanes bevatten chips die de verschillende signalen naar de slots bufferen.

## Backplane versus moederbord

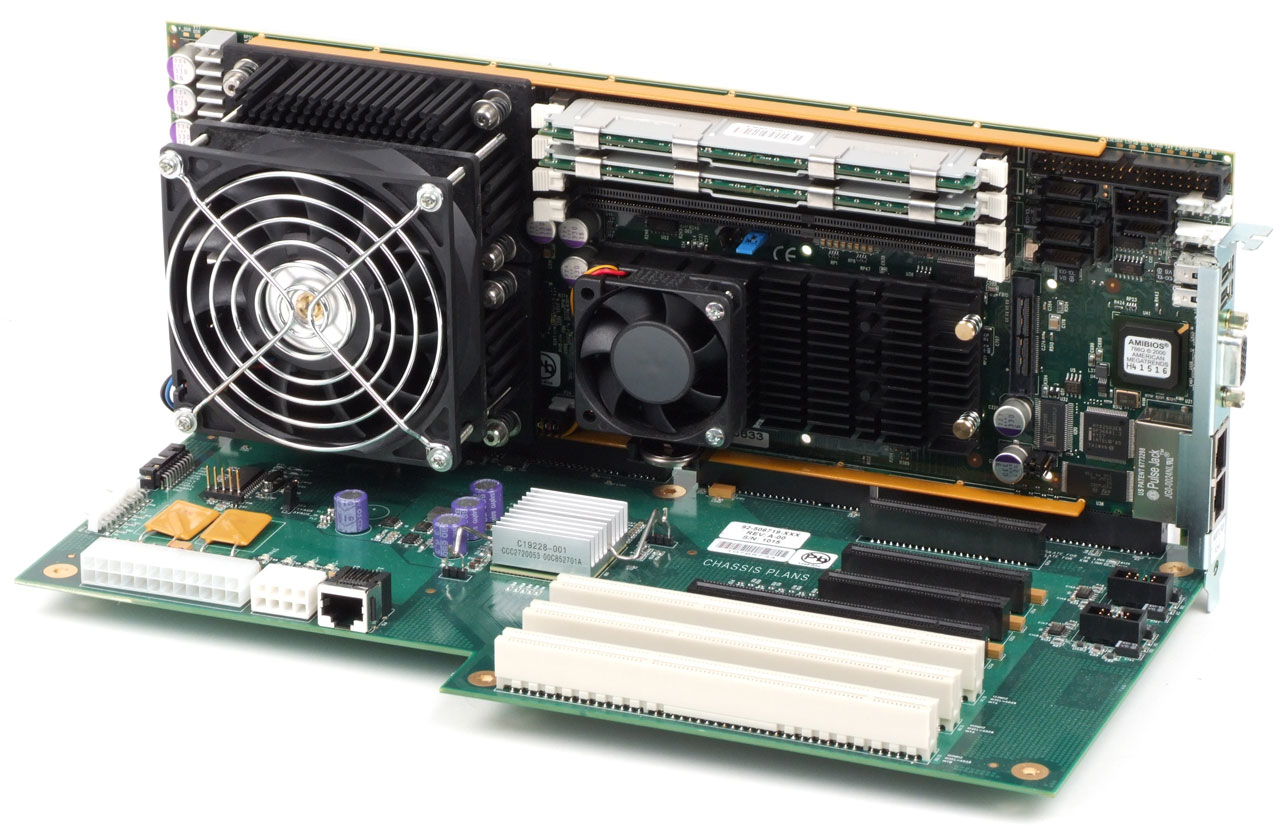
Een singleboardcomputer, geïnstalleerd in een passief backplane.

Wanneer een backplane wordt gebruikt met een plug-in singleboardcomputer (SBC) of system host board (SHB), biedt de combinatie dezelfde functionaliteit als een moederbord met CPU-rekenkracht, geheugen, I/O en slots voor insteekkaarten. Hoewel er moederborden bestaan met meer dan 8 slots, is dat de traditionele limiet. Bovendien kan de beschikbaarheid en het aantal slots van een bepaald type beperkt zijn in termen van wat door fabrikanten van moederborden wordt aangeboden.
De backplane-architectuur is echter enigszins losgekoppeld van de SBC-technologie die ingeplugd wordt. Er zijn wel enkele beperkingen, in die zin dat de SBC-chipset en -processor de mogelijkheid moeten bieden om de slottypen te ondersteunen. Bovendien kan vrijwel een onbeperkt aantal slots aangeboden worden. In de praktijk worden er zelden meer dan 20 slots (inclusief het SBC-slot) voorzien. Een PICMG-backplane kan dus elk aantal en elke combinatie van ISA-, PCI-, PCI-X- en PCIe-slots bieden, de enige beperking is het vermogen van de SBC om deze slots aan te sturen. Een SBC met de nieuwste i7-processor kan bijvoorbeeld gekoppeld worden aan een backplane met maximaal 19 ISA-slots voor het aansturen van oudere I/O-kaarten.

## Midplane
Sommige backplanes zijn voorzien van slots aan beide kanten en worden dan midplanes genoemd. De mogelijkheid om kaarten in beide kanten van een midplane te steken is vaak handig in grotere systemen die voornamelijk bestaan uit modules die aan de midplane zijn bevestigd.
Midplanes worden vaak gebruikt in computers, vooral in bladeservers, waarbij serverblades zich aan de ene kant bevinden en de randapparatuur (voeding, netwerk en andere I/O) en servicemodules zich aan de andere kant bevinden. Midplanes zijn ook populair in netwerk- en telecommunicatieapparatuur waarbij de ene kant van het chassis systeemverwerkingskaarten bevat en de andere kant van het chassis netwerkinterfacekaarten bevat.
Orthogonale midplanes verbinden verticale insteekkaarten aan de ene kant met horizontale insteekkaarten aan de andere kant.

## PICMG
In de wereld van de Intel singleboardcomputers biedt PICMG standaarden voor de backplane-interface: PICMG 1.0, 1.1 en 1.2 bieden ISA- en PCI-ondersteuning, waarbij PICMG 1.2 PCI-X-ondersteuning toevoegt. PICMG 1.3 biedt PCIe-ondersteuning.